# Битва при Галлиполи (1312)
Би́тва при Галли́поли произошла в конце 1312 или в 1313 году между византийцами и туркополами под командованием Халил-паши. На протяжении двух лет Фракия была оккупирована Халил-пашой (или Халил Эдже).
Ранее византийский император Михаил IX Палеолог сформировал армию, которая одержала победу над туркополами и заключила их в укреплённый лагерь на Галлиполийском полуострове. Численность этих туркополов составляла менее двух тысяч человек. Затем Михаил обратился за помощью к своему зятю, сербскому королю Стефану Милутину, и получил двухтысячный отряд сербской кавалерии (возможно, половцев или сербской тяжёлой кавалерии). Ранее Милутин покорил туркополов, укрывшихся в Сербии.
Византийские и генуэзские корабли завершили блокаду, при этом генуэзцы не позволили туркополам бежать по морю. Туркополы сначала предпринимали безуспешные попытки вырваться на свободу, но решили сдаться генуэзцам, решив, что те не будут к ним жестоки. Однако ночью по ошибке многие туркополы попали в руки византийцев, которые убили их и забрали их имущество.
Генуэзцы казнили только тех туркополов, у которых было много ценностей, чтобы те не попали в руки византийцев, а остальные были проданы в рабство. Халил-паша и его люди были полностью перебиты. Сербский контингент получил часть добычи. Туркополы понесли большие потери. Немногие выжившие вернулись на византийскую службу, но впоследствии о них мало что известно.
Об этой победе написал поэму Мануил Фил. В двух золотых буллах Андроника II Палеолога в сербский монастырь Хиландар, датируемых октябрём 1313 и июлем 1317 года, он выражает благодарность Стефану Милутину за помощь, о чём подробно говорится в предисловиях.

## Комментарии
1. ↑  Милутин предоставил Михаилу 2000 кавалерийстов[1][2]. По словам Данило II, архиепископа Сербского (1324—1337), это были родственники и друзья Милутина, но не исключено, что конница состояла из половецких воинов[4]. По мнению историка Марка Бартусиса, это могли быть половцы, ранее одолженные византийцам[5], а венгерский тюрколог Иштван Васари также упоминал о такой возможности, ссылаясь на более поздние упоминания о половцах на византийской службе[4]. Согласно этой точке зрения, две тысячи половцев прибыли в качестве союзных войск, посланных Милутином, затем заселили земли и стали резервными войсками[4]. Византинист Николаос Ойкономидес упоминает сербскую кавалерию как первую из двух присланных Милутином[2].